# کائورو میتسومونه
کائورو میتسومونه (انگلیسی: Kaoru Mitsumune؛ زادهٔ ۲۶ آوریل ۱۹۹۳) بازیگر، و مدل (شخص) اهل ژاپن است.